# Massimiliano Lelli
Massimiliano Lelli (Manciano, 2 dicembre 1967) è un ex ciclista su strada italiano.
Professionista dal 1989, si è ritirato nel 2004.

## Carriera
Nato a Manciano, in provincia di Grosseto, dopo aver corso con ottimi risultati nelle categorie minori, Massimiliano Lelli passa professionista nel 1989 con la squadra dell'Atala-Campagnolo, promettendo di divenire, grazie alle sue capacità sia di scalatore che di cronoman uno dei migliori ciclisti italiani per le grandi corse a tappe. La prima vittoria arriva l'anno seguente in un arrivo della Tirreno-Adriatico, ma quell'anno Lelli si mette in luce soprattutto al Giro d'Italia, arrivando, a soli 22 anni, nono in classifica generale ottenendo così anche la convocazione al mondiale di ciclismo in Giappone.
Il 1991 è il suo anno d'oro: il suo talento esplode al Giro, vince due dure tappe di alta montagna, la prima con arrivo sul Monviso, vince la classifica giovani ed arriva terzo, dietro a Franco Chioccioli e Claudio Chiappucci. Ma la stagione lo vede anche trionfatore nel Giro di Toscana, e inoltre è secondo dietro a Sierra nel Giro del Trentino; arriva così una nuova maglia azzurra per il mondiale di Stoccarda. Nel 1992 non conferma le aspettative dell'anno precedente: una sola vittoria al Giro di Puglia, in volata davanti a Mario Cipollini, mentre alla corsa rosa ottiene solo dei piazzamenti in un paio di tappe di montagna e giunge dodicesimo a Milano.
Nel 1993 vince di nuovo il Giro di Toscana ed è quarto nella corsa rosa dietro a Miguel Indurain, Pëtr Ugrumov, e ancora Chiappucci. Nel 1995 vince la Settimana Ciclistica Bergamasca e il Campionato italiano a cronometro. Dopo aver vinto nel 1996 il Giro del Portogallo, primo italiano a riuscirvi, si trasferisce alla squadra francese della Cofidis, diventando un uomo squadra al servizio di Bobby Julich, Frank Vandenbroucke e David Millar. Da questo momento lascia il Giro, dedicandosi soprattutto al Tour de France e ottenendo anche significativi piazzamenti di tappa, ma andando a rilento in classifica generale, con un 14º posto come miglior risultato.
Nel luglio 2004 viene fermato dalla polizia francese dopo che David Millar lo ha chiamato in causa nell'affaire Cofidis ("Mi dopai per la prima volta a casa di Lelli, nel 2001" riferì il britannico): è l'atto che chiude la carriera di ciclista dell'italiano, anche se successivamente verrà dichiarato ufficialmente estraneo alle accuse di doping. Nel 2011 l'episodio in questione viene citato nuovamente nell'autobiografia dello stesso Millar Racing through the Dark, the fall and rise of David Millar, ovvero la prima volta in cui, a casa di quello che lui nel libro chiama l'Equipier (Lelli), lo scozzese s'iniettò l'Epo.
Dopo il ritiro Lelli si è dedicato alla produzione di vino e alla vendita di biciclette, dando anche il suo contributo nello sviluppo del ciclismo giovanile a Manciano. Dal 2014 è commentatore per il ciclismo e inviato in motocicletta nelle corse ciclistiche italiane più importanti su Rai Sport.

## Palmarès
- 1987 (dilettante)

Bologna-Raticosa
Gran Premio Cementeria Fratelli Bagnoli
- 1988 (dilettante)

Gran Premio Comune di Cerreto Guidi
Coppa Caduti - Puglia di Arezzo
Coppa 29 Martiri di Figline di Prato
Gran Premio Cementeria Fratelli Bagnoli
- 1990

4ª tappa Tirreno-Adriatico (Salerno > Isola Liri)
- 1991

Giro di Toscana
12ª tappa Giro d'Italia (Savona > Monviso)
16ª tappa Giro d'Italia (Aprica > Selva di Val Gardena)
- 1992

4ª tappa Giro di Puglia (Mottola > Locorotondo)
- 1993

Giro di Toscana
- 1995

3ª tappa Settimana Ciclistica Bergamasca
6ª tappa Settimana Ciclistica Bergamasca
7ª tappa Settimana Ciclistica Bergamasca
Classifica generale Settimana Ciclistica Bergamasca
Campionati italiani, Prova a cronometro
- 1996

2ª tappa Volta a Portugal
4ª tappa Volta a Portugal
5ª tappa Volta a Portugal
9ª tappa Volta a Portugal
12ª tappa Volta a Portugal
14ª tappa Volta a Portugal
Classifica generale Volta a Portugal
- 1997

Philadelphia International Championship
- 2003

Classifica generale Tour du Limousin

### Altri successi
- 1991

Classifica giovani Giro d'Italia
- 1992

Classifica scalatori Tour de Romandie
- 1996

Classifica a punti Volta a Portugal

## Piazzamenti

### Grandi Giri
- Giro d'Italia

1989: ritirato (4ª tappa)
1990: 9º
1991: 3º
1992: 12º
1993: 4º
1994: ritirato (14ª tappa)
1995: ritirato (14ª tappa)
- Tour de France

1991: ritirato (7ª tappa)
1992: ritirato (12ª tappa)
1995: 43º
1996: 25º
1997: 47º
1998: 36º
1999: 34º
2000: 27º
2001: 67º
2002: 14º
2003: 15º
- Vuelta a España

1994: 23º
1996: ritirato (9ª tappa)
1999: 49º
2001: 44º
2002: ritirato (15ª tappa)

### Classiche monumento
- Milano-Sanremo

1993: 56º
1995: 61º
1997: 114º
1998: 100º
1999: 75º
2000: 66º
2001: 74º
2002: 92º
2003: 55º
- Liegi-Bastogne-Liegi

1993: 17º
1994: 49º
2000: 40º
2001: 21º
- Giro di Lombardia

1992: 15º

### Competizioni mondiali
- Campionati del mondo

Utsunomiya 1990 - In linea: ritirato
Stoccarda 1991 - In linea: ritirato

## Riconoscimenti
- Premio alla carriera dell'Associazione Nazionale Ex Corridori Ciclisti nel 2006